# ميدان المنارة

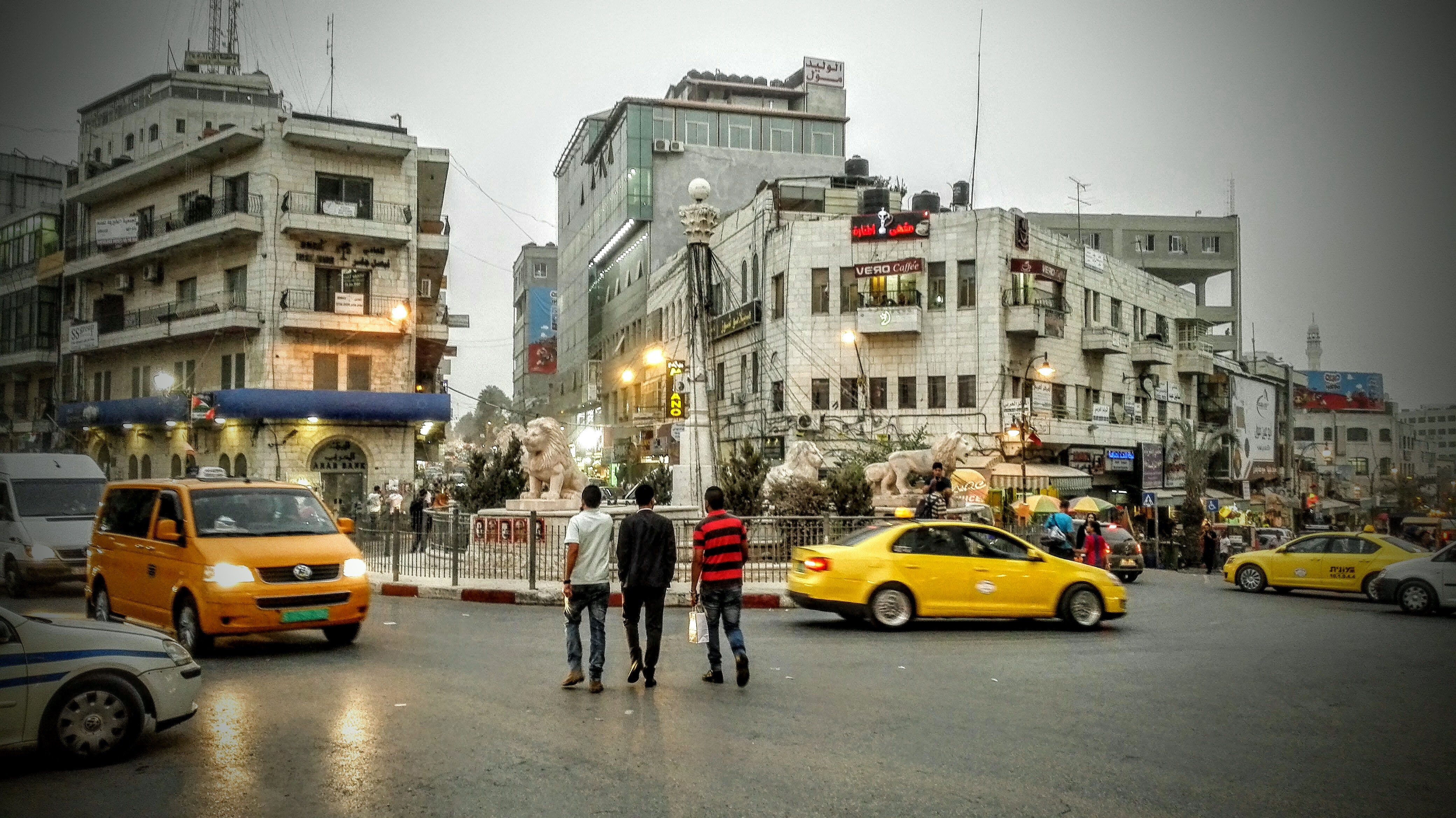
دوار المنارة، رام الله 2015

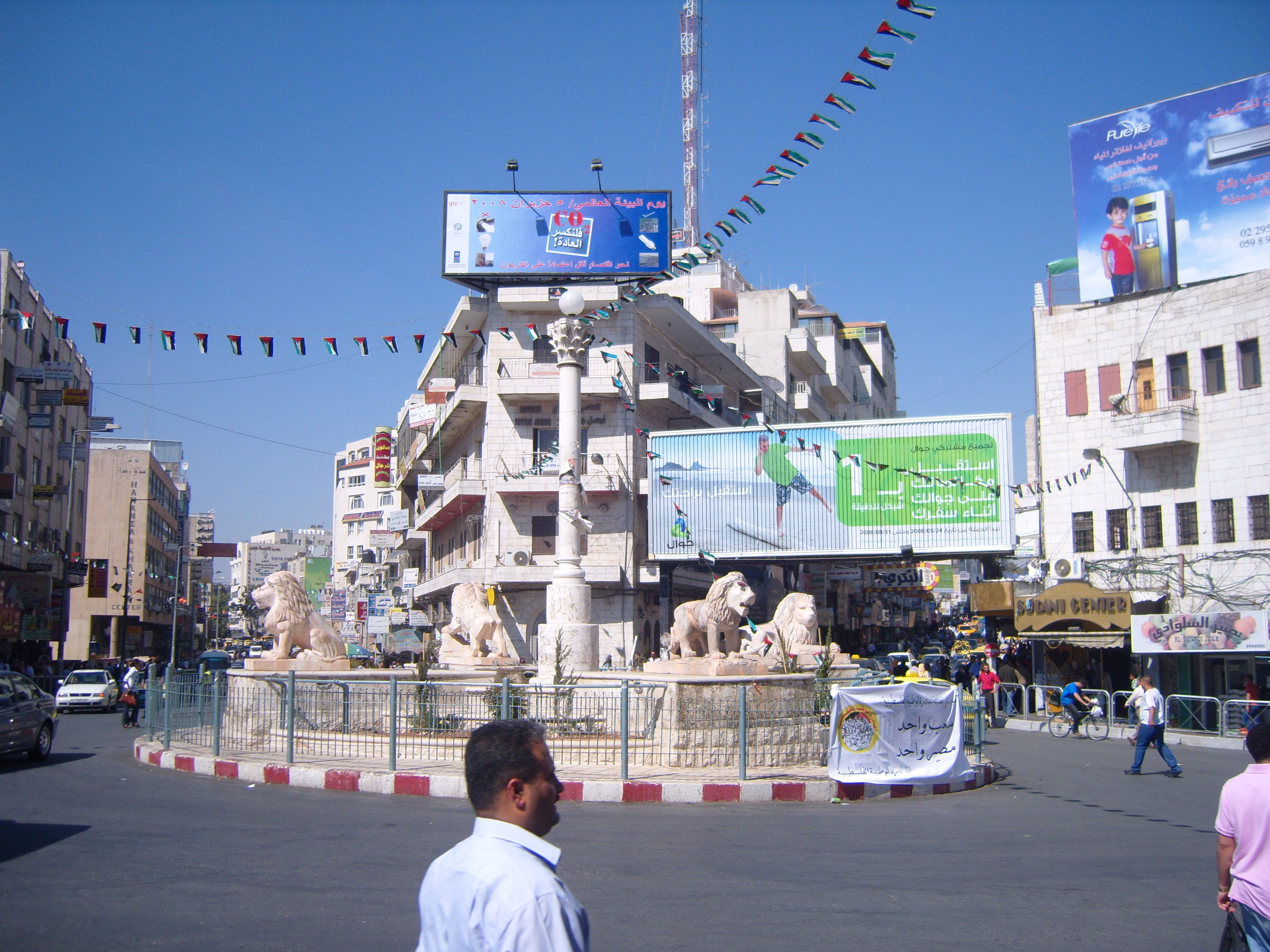
ميدان المنارة

ميدان المنارة يقع في رام الله، وهي مدينة فلسطينية في وسط الضفة الغربية على بعد 10 كيلومترات (6 أميال) شمال القدس. ويعتبر الميدان «واحد من الأماكن العامة المشهورة في فلسطين».

## التاريخ
حتى نهاية القرن التاسع عشر، كان موقع ميدان المنارة جزءًا من طريق ترابي يربط رام الله ببلدة البيرة القريبة. مع إنشاء مدرسة الفرندز للبنين بالقرب من الموقع في عام 1901 وبعد ذلك المرسوم العثماني الذي جعل رام الله مركزًا إداريًا محليًا في عام 1902، أصبح الطريق أكثر أهمية للمنطقة. بحلول عام 1905، مر طريق جديد يربط نابلس بالقدس عبر موقع ساحة المنارة ومبنى سرايا الذي يضم الإدارة العثمانية المحلية، وقد تم بنائه على بعد 250 متر. 
في عام 1918، بعد سقوط الدولة العثمانية، أنشأت المملكة المتحدة الانتداب البريطاني على فلسطين وعينت رام الله عاصمة للمنطقة الإدارية الخاصة بها. في عام 1935، تم توصيل رام الله والبيرة المجاورة بشبكة كهرباء. ووضعت لوحة مفاتيح كهربائية تتحكم في إنارة الشوارع على عمود مزروع على طريق ترابي يفصل بينها وكان يطلق عليه اسم «المنارة» أو «المنارة». خلال الثورة الفلسطينية 1936-1939 ، بنت السلطات البريطانية المقاطعة وسجن على بعد 800 متر من المنارة، حيث لا يزال الاثنان قائمين. 
تم توسيع الطرق المؤدية إلى المنارة لاستيعاب المقاطعة. استمرت البنية التحتية المحيطة بالميدان في التحسن حتى حرب عام 1948 والتي أدت إلى طرد الصهاينة لمئات الآلاف من العرب من بيوتهم وقراهم في المناطق التي استولت عليها دولة إسرائيل الناشئة. شهدت منطقة رام الله تدفقًا كبيرًا للاجئين مما أدى إلى زيادة الأنشطة السياسية والاجتماعية في المدينة. 
في عام 1951، أثناء السيطرة الأردنية على الضفة الغربية، تم استبدال القطب الكهربائي بنصب اقترحه مفوض رام الله (جليل بدران) وقام بتصميمه فنان من رام الله. يتألف النصب من خمسة أسود على عمود حجري محاط بالنوافير وأسرّة زهور.  تم وصف الأسود الحجرية المستخدمة في النصب بأنها «الرموز التقليدية للشجاعة والقوة والكبرياء». مثلت الأسود أول مستوطني رام الله وخمس عائلات تعرف باسم إبراهيم وجرياس وشقير وحسن وحداد. لجأت العائلات إلى رام الله في القرن السادس عشر من بلدة الشوبك في شرق الأردن.

### الاحتلال الإسرائيلي
استولت إسرائيل على رام الله خلال حرب عام 1967، وطردت البلدية ونصبت حاكمًا عسكريًا للإشراف على شؤون المنطقة. في عام 1982 أصدر القائد الإسرائيلي موشيه بيتون قرارًا بهدم ميدان المنارة وتم تخزين النصب التذكاري في خزينة بلدية. احتج الفلسطينيون على الاحتلال الإسرائيلي وقاموا بالعصيان المدني خلال الانتفاضة الأولى.  في 10 أكتوبر 1987، أطلقت القوات الإسرائيلية النار وقتلوا امرأة وأصابت أربعة محتجين سلميين في الميدان. استمرت المظاهرات، بما في ذلك إضراب أصحاب المتاجر، في الساحة من عام 1987 حتى عام 1993 عندما غادر الجيش الإسرائيلي المدينة بسبب اتفاقات أوسلو.  

### السيطرة الفلسطينية
عندما استعادت المجالس البلدية الفلسطينية السيطرة، قاموا بإعادة بناء النصب التذكاري في موقع نصب المنارة السابق، داخل دائرة مرورية. مع نمو سكان رام الله، مما أدى إلى مشاكل مرورية، تم إعادة بناء المنارة عدة مرات. في عام 1999، عينت البلدية مهندس إنجليزي لإعادة بناء النصب التذكاري في وضع التصميم الأصلي. وكانت ثلاث عائلات أخرى ممثلة في التماثيل، العجلوني وحشمة والأعرج. وسيعلو النصب التذكاري بمصباح موجه نحو السماء قد يصل ضوءه إلى عشرة كيلومترات. تم الانتهاء من النصب في يوليو 2000.  خلال الانتفاضة الثانية (2000-2007) تم إطلاق النار على متعاون مشتبه به في رأسه في الساحة.
يستمر استخدام الساحة للاحتجاج على تصرفات إسرائيل والقادة الفلسطينيين. في عام 2007، فضت الشرطة الفلسطينية الاحتجاجات ضد مؤتمر أنابوليس للسلام في الشرق الأوسط. في عامي 2009 و2010 ، اقتصرت الاحتجاجات في منطقة رام الله على حرب غزة على ميدان المنارة. بعد أن نشرت قناة الجزيرة وثائق المفاوضات الفلسطينية في أوائل عام 2011، احتج المتظاهرون الغاضبون الذين شككوا في صحة الوثائق التي تظهر أن المسؤولين الفلسطينيين قدموا تنازلات سخية لإسرائيل في الميدان وفي مكاتب الجزيرة في الميدان، محطمين بعض نوافذ المؤسسة الإخبارية. في أوائل عام 2011، قام المتظاهرون الذين دعوا إلى إنهاء الانقسام بين فتح وحماس بإقامة خيمة في ميدان المنارة. في عام 2011، احتج الفلسطينيون على خيمة في الساحة شارك فيها أكثر من عشرة فلسطينيين في إضراب عن الطعام تضامناً مع 6000 سجين عربي وفلسطيني كانوا مضربين عن الطعام في السجون الإسرائيلية. 

## روابط خارجية
- فيديو ساحة المنارة ، Youtube.com ، 2007.